# 프란체스코 란디니

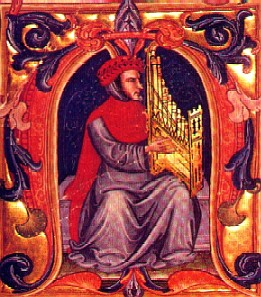

프란체스코 란디니(Francesco Landini, 1325년 ~ 1397년)는 이탈리아의 작곡가이다. 성을 란디노(Landino)라고도 하였다.
어릴 때 천연두를 앓아 장님이 되었는데, 암흑 세계의 공포에서 벗어나기 위해 보존하고 있던 오르가넷토라고 하는 오르간을 연주하면서 노래를 불러왔다고 전해지고 있다. 전기(傳記)에 대해서는 그다지 확실하지 않으나 피렌체 근교의 피에솔레에서 태어나 피렌체를 중심으로 작곡가·연주가로서 활약하였다.
그는 여러 가지 악기의 연주에 뛰어났을 뿐만 아니라 피렌체 교회의 오르간 설계나 조율에도 손을 댔고, 또 류트와 프살테리움을 한데 합한 것 같은 악기를 발명하기도 했다(세레나 세레노룸이라고 이름했다). 그는 또한 베네치아나 북이탈리아의 스칼라가(家)의 궁정에도 간 듯하다. 유해(遺骸)는 피렌체의 산 로렌초 성당에 안장되었는데, 오르가넷토를 손에 든 란디니의 모습을 조각한 묘비가 세워져 있다.
란디니는 철학이나 천문학에도 조예가 깊었으며, 그가 작곡한 시는 거의 자작이었을 것으로 생각된다. 14세기의 이탈리아는 이른바 아르스 노바의 시대로서, 북이탈리아의 몇몇 도시와 피렌체를 중심으로 세속 음악의 꽃이 피었다. 란디니의 작품으로 알려져 있는 곡은 마드리갈 11곡, 캇차 2곡, 발라타 114곡으로 모두 세속적인 2-3성의 성악곡(악기용의 성부도 있다)인데, 그것은 아르스 노바의 이탈리아 음악의 약 4분의 1에 해당하며, 그는 진정 14세기 이탈리아를 대표하는 음악가로 되어 있다. 특히 프랑스 음악의 영향을 받아 다성적으로 작곡하게 된 발라타의 작곡에 뛰어나 그 음악은 페트라르카나 조반니 보카치오의 시대에 걸맞으며 싱싱하고 유려하다. 한편 '란디니마침(終止)'이라고 하는 마침꼴은 14세기에 널리 사용되고 있던 것이므로 그의 이름과 결부될 이유는 없다.
—-그의 발라타를 비롯한 많은 곡에서 [7-6-8] 도의 구성의 종지를 보여졌던 것을 참고하여 ‘란디니종지’ 라 이름붙여졌으며 이탈리아를 비롯하여 당시 프랑스의 음악에서도 자주 보여지던 형태이다.